# Bodal, Lidingö

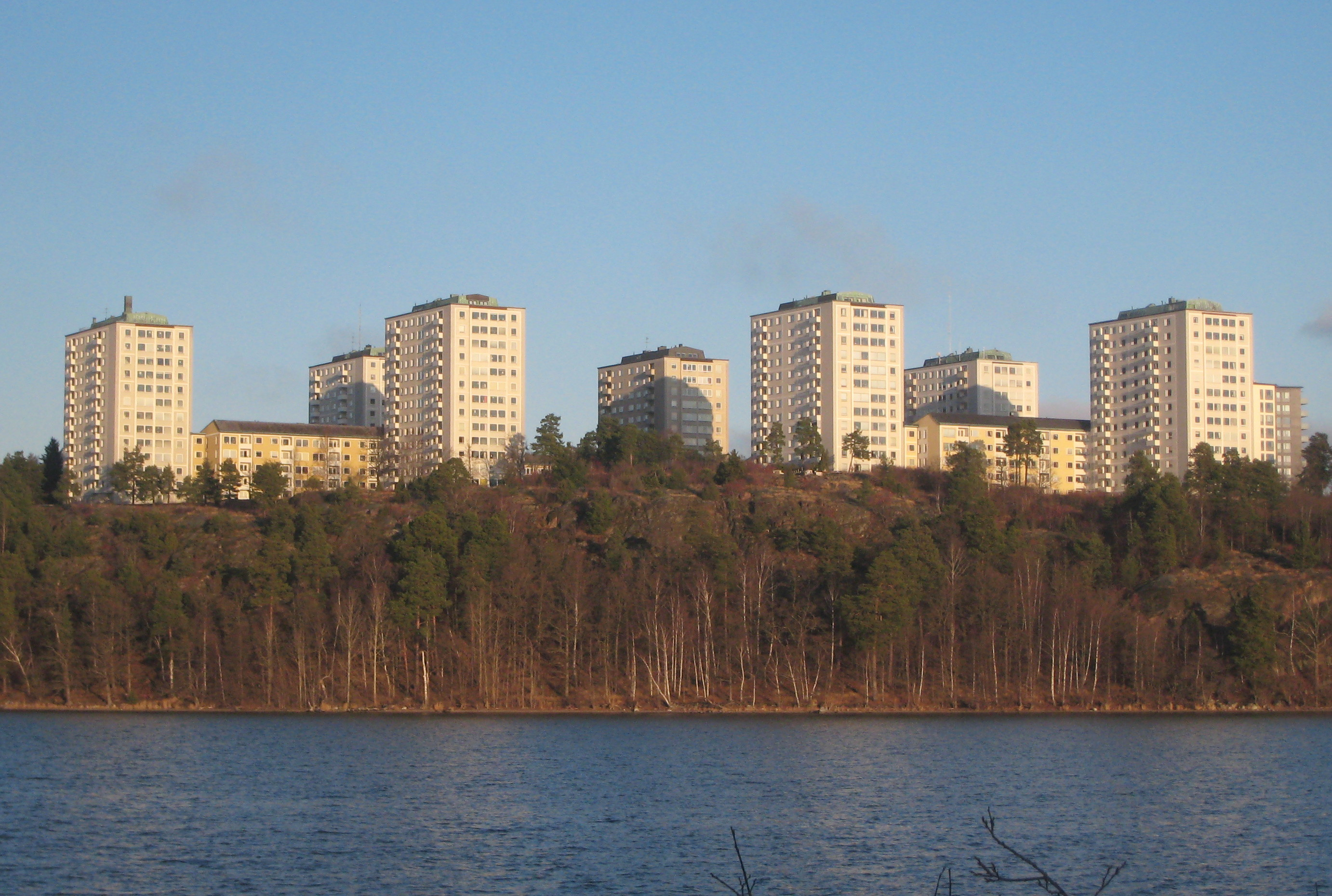
Husen på Fregattvägen inom området Bodal sett från Stockholms frihamn i december 2009.

Bodal är ett bostadsområde inom stadsdelen Baggeby på Lidingö, Lidingö kommun, Stockholms län. Området ligger vid öns södra kust och består av flerbostadshus på tre till sex våningsplan utefter Bodalsvägen, som byggdes 1952-1955, samt tre- och tolvvånings flerbostadshus utefter Fregattvägen. 

## Historia
Bodal, som nämns i ett dokument från 1379 som Bothadall och 1661 som Boodaal, var ursprungligen en lantbruksgård som tidigt slogs ihop med Baggeby lantbruksgård till en gemensam lantbruksfastighet inkluderande det ursprungliga torpet vid Lidingsberg. Efter den stora skogsdelningen av Lidingös frälsehemman 1774 då alla Lidingö gårdars slutliga fastighetsgränser lades fast, kom fastigheten Bodal-Baggeby att omfatta totalt cirka 97 hektar. Dessa hemman köptes 1775 av tullkontrollören vid rikets tullar Petter Eriksson-Svedberg (1725-1803). År 1900 begärdes att ett laga skifte skulle förrättas mellan hemmanen Bodal, Baggeby och delar av Gångsätra gård. Vid det laga skiftet företräddes Bodals gård av justitierådet Johan Otto Wedberg, hemmanet Baggeby av kapten Otto Bergström som i sin tur företrädde Richard Bergströms dödsbo och för Gångsätra gård, direktör John Fjästad. Uppdelningen 1900-1902 av det ursprungliga området Bodal-Baggeby kom att bestå långt in på 1900-talet. 
Huvuddelen av ägorna till Bodals gård, utom fastigheten Lidingsberg, såldes förmodligen i samband med att en tomt styckades av runt Bodal gårds huvudbyggnad 1934 på cirka 2000 m² i samband med att Birger Wedberg uppförde nuvarande större bostadshus 1935, kallat Bodals gård, där han blev bosatt fram till sin bortgång 1945. I början på 1950-talet köpte John Mattson Fastighets AB större delen av marken Bodal-Baggeby med avsikten att uppföra de flerbostadshus som idag utgör bostadsområdena från väster räknat Baggeby, Bodal och Larsberg. Nuvarande markområdet Larsberg som ursprungligen var en del av Bodals gård fick sitt namn av en avstyckad tomt från Bodals gård på 3 200 m² kallad Larsberg, där Larsbergs brostuga är placerad som vid avstyckningen 1898 förmodligen fungerade som en sommarstugetomt.

## Dagens Bodal

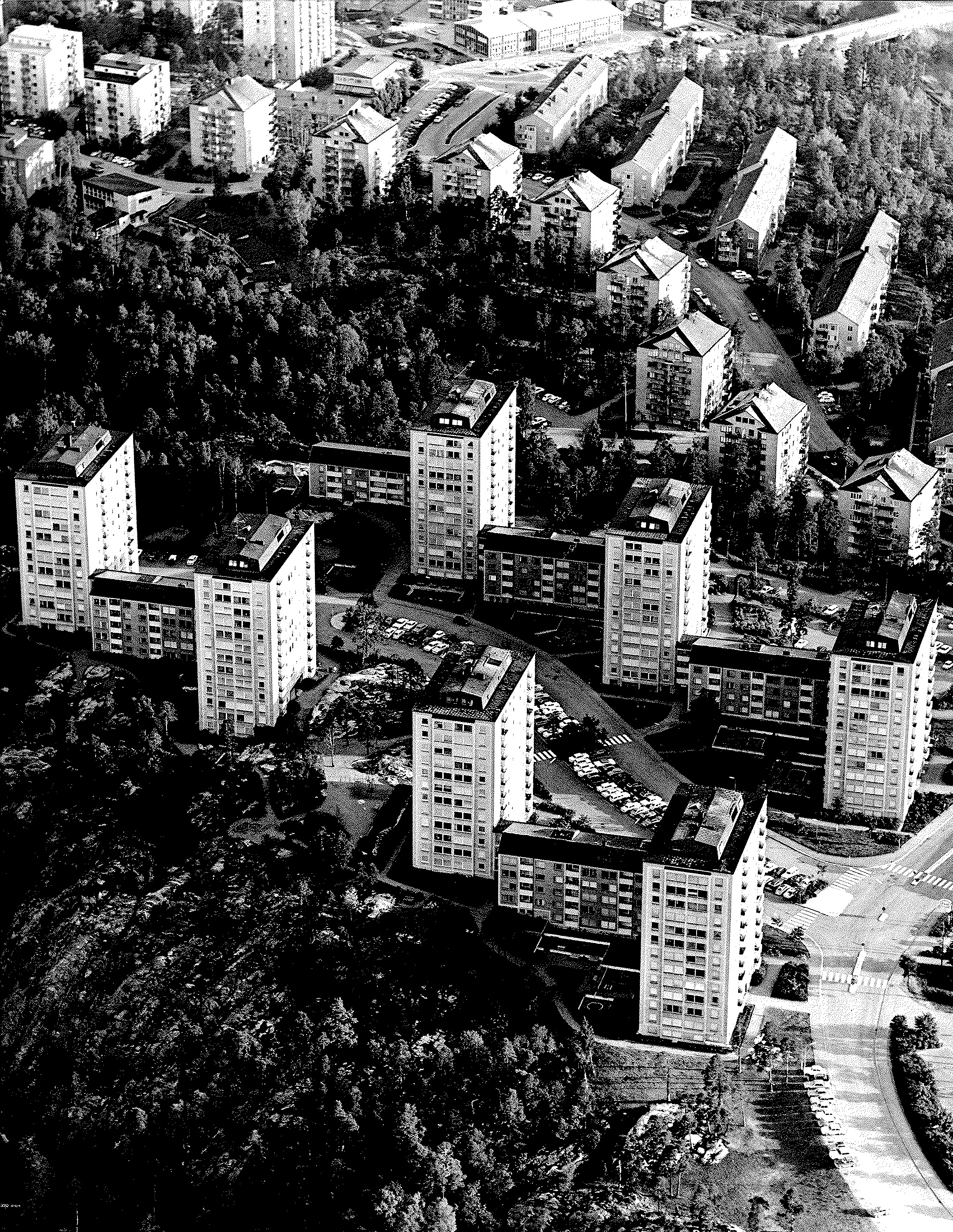
Bostadsområdet Bodal 1963.

De första husen på Fregattvägen påbörjades 1959 och stod inflyttningsklara omkring 1960. Området var färdigbyggt omkring 1962. Flerbostadshusen vid Fregattvägen uppfördes som ett samarbetsprojekt mellan de tre fastighetsbolagen Heba Fastighets AB (med byggmästarna Karl Holmgren och Folke Ericsson), John Mattson Fastighets AB och Liljeskiöld Byggnads AB. 2007-2008 uppförde Heba flerbostadshus med hyresrätt i kvarteret Styrmannen 1 på Bodalsvägen med adresser Bodalsvägen 49-81, mittemot infarten till Fregattvägen. Husen omfattar totalt 87 lägenheter. Fastigheterna på Fregattvägen är hyresfastigheter med undantag av en fastighet, medan den större delen av fastigheterna på Bodalsvägen ägs av olika bostadsrättsföreningar.
I området finns Bodals skola, Bodals tennishall, Bodals bollplan och Bodals kyrka. Vid Bodals kyrka finns en minnessten över de offer i Estoniakatastrofen som var bosatta på Lidingö. Området Bodal inom stadsdelen Baggeby gränsar i söder mot Lilla Värtan, i öster mot stadsdelsområdet Larsberg, i väster mot Herserud och i norr mot Mosstorp. Lidingsbergs gård vid Lilla Värtan ligger i anslutning till bostadsområdet Bodal. Bostadsområdet utefter Bodalsvägen har av Stockholms läns museum klassats som kulturhistoriskt värt att bevara. Lidingö stad beslutade 1993 på grundval av detta att införa vissa restriktioner mot ändringar av husens yttre vid renovering, om- och tillbyggnad.  
Närmaste köpcentrum är Baggeby torg med livsmedelsaffär, restaurang, butik med kiosksortiment samt och ett fåtal andra typer av butiker. Närmaste större köpcentrum ligger i Larsberg vid Larsbergs torg.

## Kommunikationer med kollektivtrafik
Lidingöbanan har hållplatsen Bodal i området. Det går också bussar till Näset, via Lidingö centrum, eller till Högsätra, via Larsbergs brygga.

## Bilder

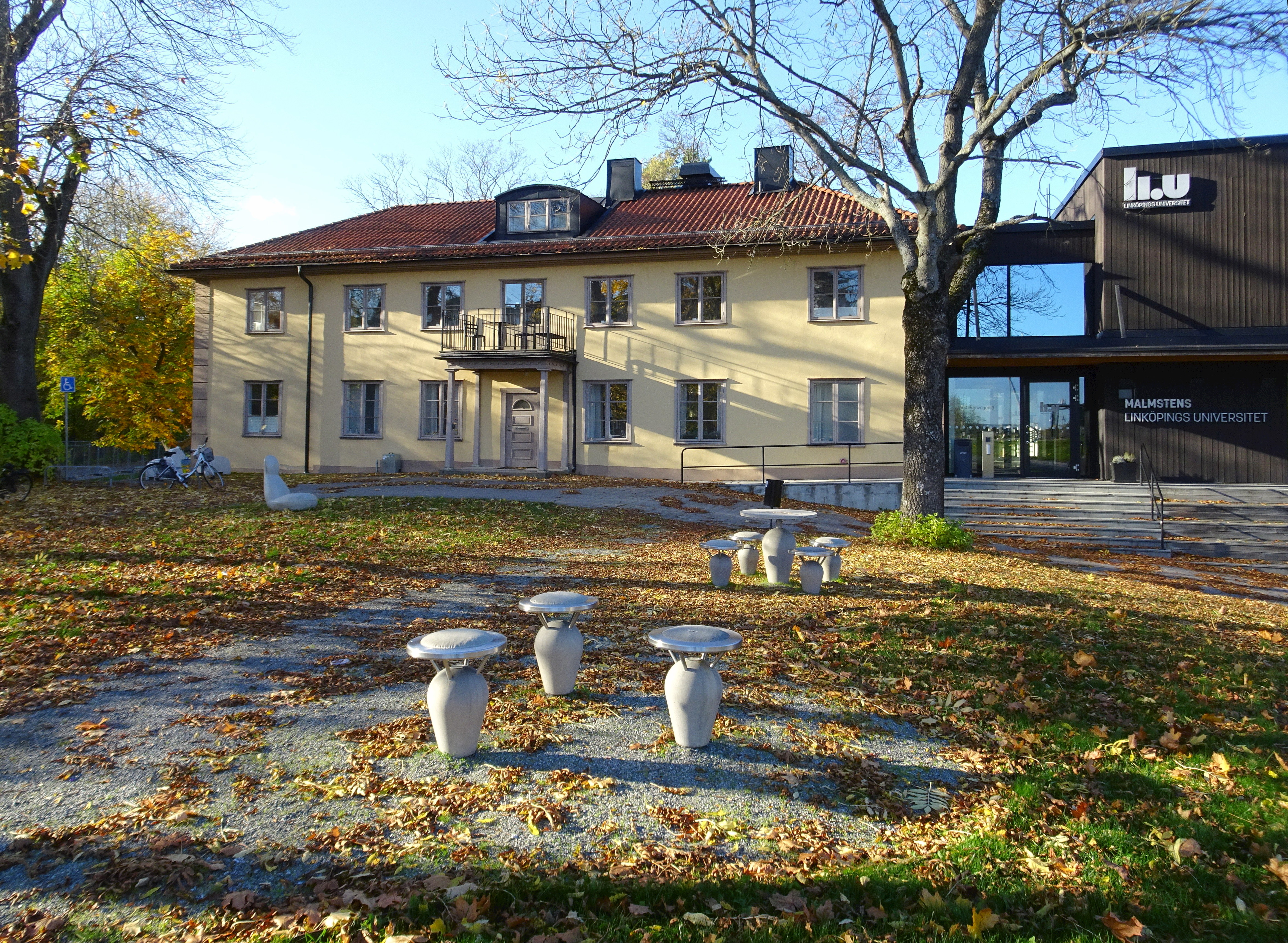
Bodals gård med Malmstensskolan till höger.
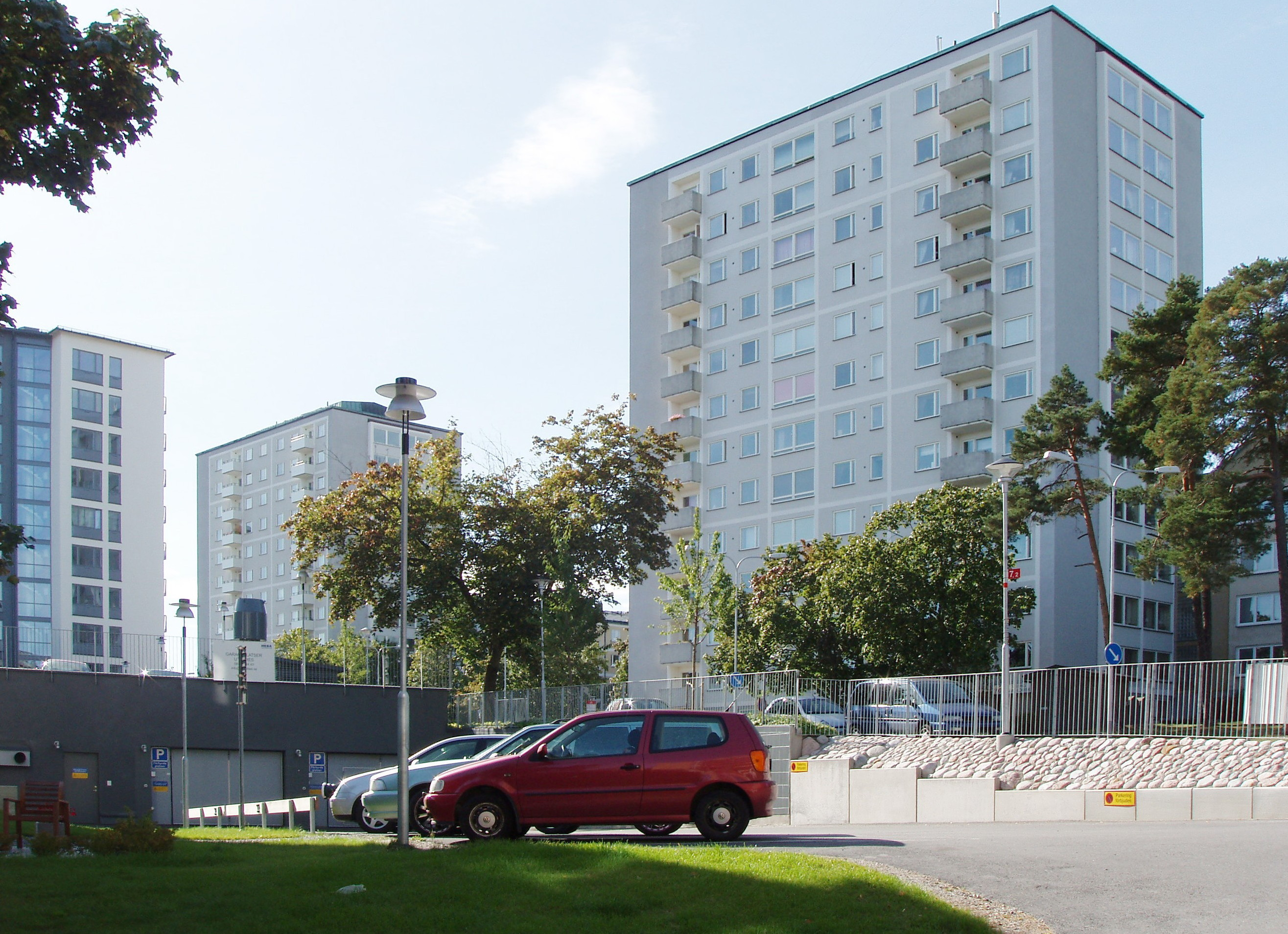
Bostadshusen i korsningen mellan Fregattvägen-Bodalsvägen.
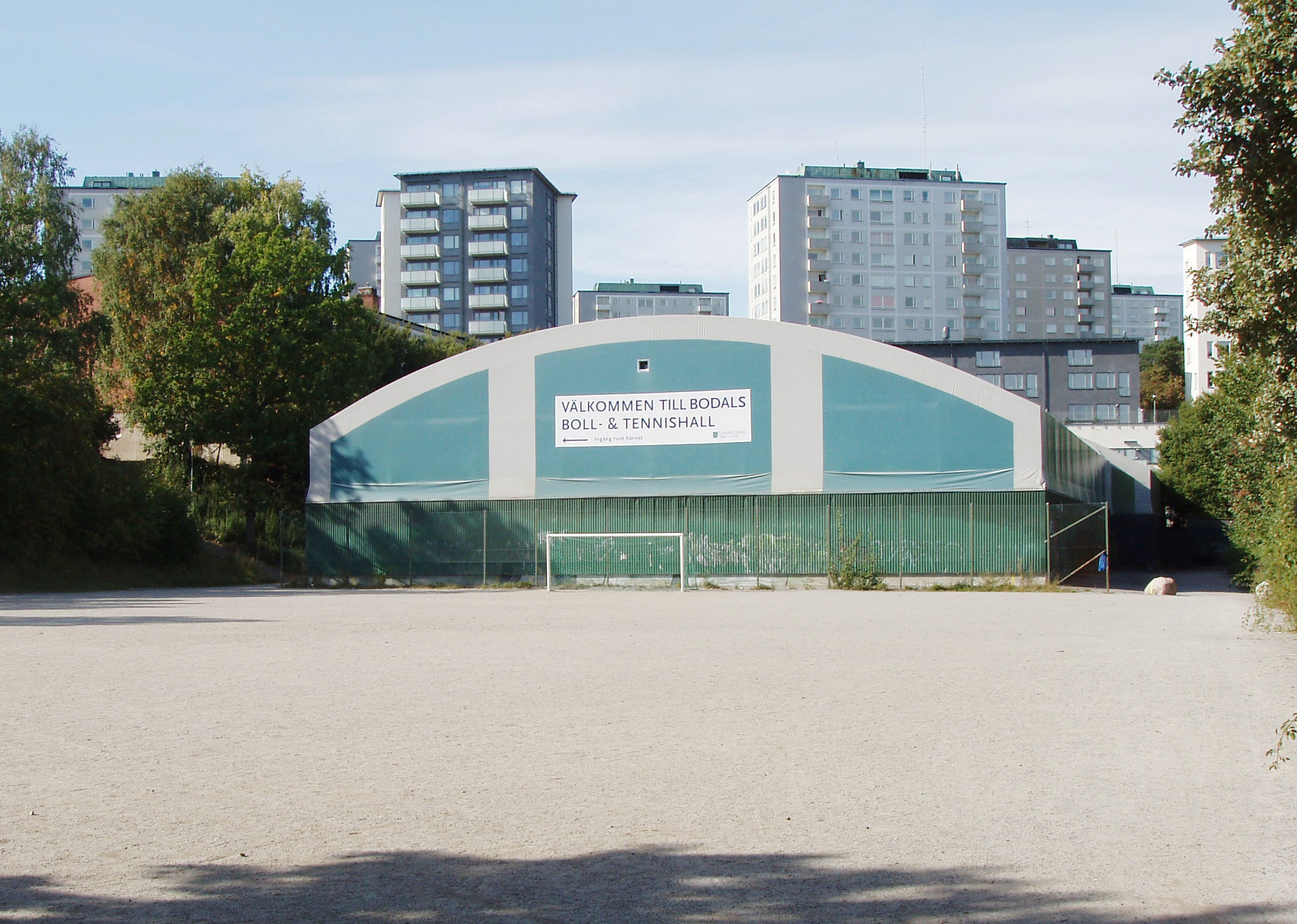
Bodals bollplan med Bodals tennishall.
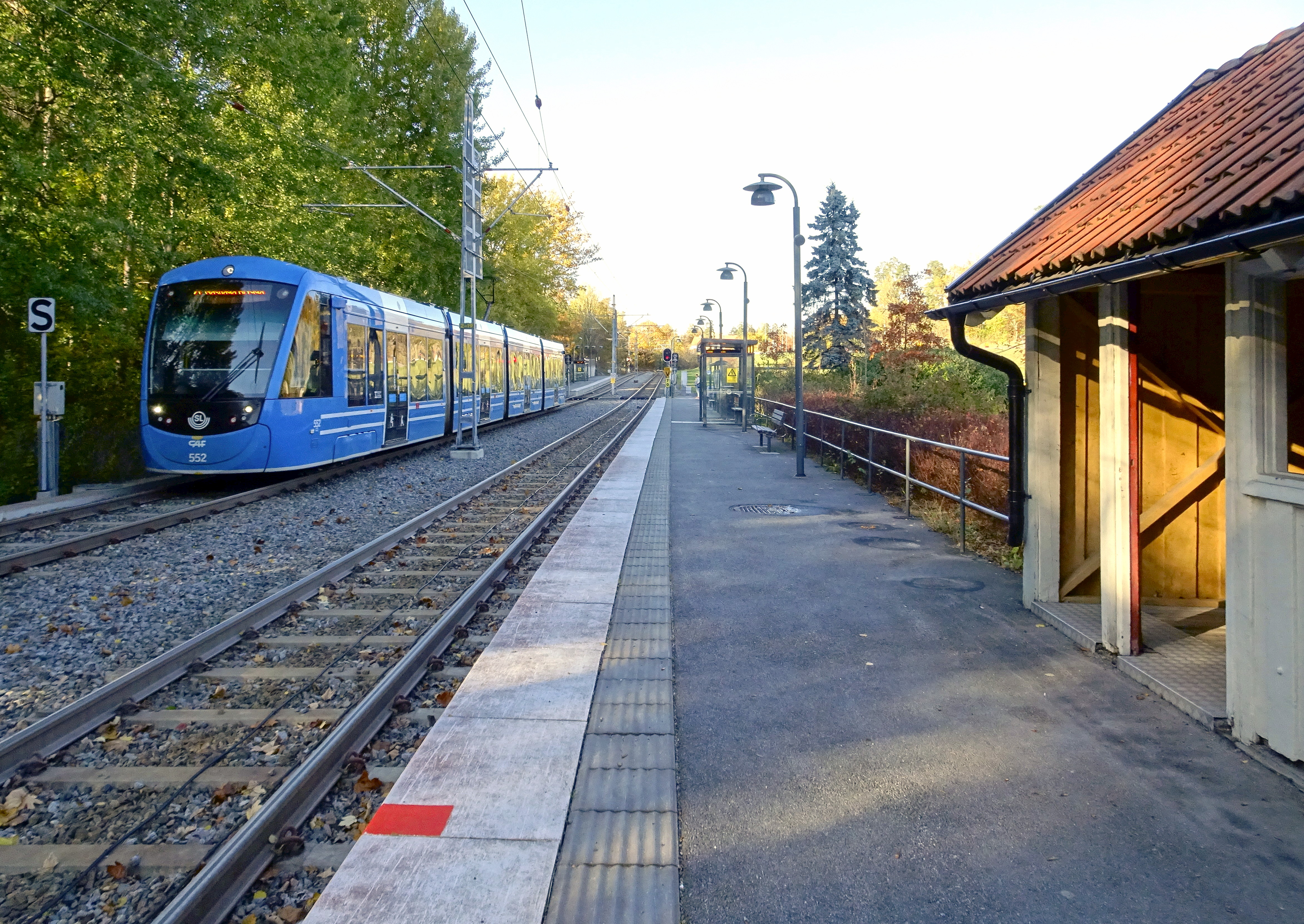
Bodals hållplats.